# Minuskuł 21
Minuskuł 21 (wedle numeracji Gregory—Aland), ε 286 (von Soden) – rękopis Nowego Testamentu pisany minuskułą na pergaminie w języku greckim z XII wieku. Przechowywany jest w Paryżu.

## Opis rękopisu
Kodeks zawiera tekst czterech Ewangelii, na 203 pergaminowych kartach (23 cm na 18 cm).
Tekst rękopisu pisany jest dwoma kolumnami na stronę.
Tekst Ewangelii dzielony jest według κεφαλαια (rozdziały) oraz według Sekcji Ammoniusza, których numery umieszczono na marginesie. Sekcje Ammoniusza nie zostały opatrzone odniesieniami do Kanonów Euzebiusza. Tekst ewangelii zawiera τιτλοι (tytuły).

## Tekst
Grecki tekst Ewangelii reprezentuje bizantyńską tradycję tekstualną. Aland zaklasyfikował go do kategorii V.
W Mateuszu 27,9 przekazuje unikalny wariant ἐπληρώθη τὸ ῥηθὲν διὰ Ἰησαίου τοῦ προφήτου (wypełniło się słowo powiedziane przez Izajasza proroka). Wariant wspierany jest tylko przez starołaciński Codex Rehdigeranus. Pozostałe rękopisy przekazują albo „Jeremiasza” albo opuszczają imię proroka.

## Historia
Paleograficznie rękopis datowany jest na wiek XIV. Rękopis prawdopodobnie powstał w Kalabrii. Na listę rękopisów Nowego Testamentu wciągnął go Wettstein dając mu numer 21.
Rękopis badał Scholz oraz Paulin Martin.
Obecnie przechowywany jest we Francuskiej Bibliotece Narodowej (Gr. 68) w Paryżu.
Nie jest cytowany w krytycznych wydaniach greckiego Novum Testamentum Nestle-Alanda (NA26, NA27).